# Корзово (Смоленская область)
Корзово — деревня в Смоленской области России, в Хиславичском районе. Расположена в юго-западной части области в 2 км к западу от Хиславичей, между автодорогами Хиславичи — Мстиславль и Хиславичи — Монастырщина.
Административный центр Корзовского сельского поселения.

## Население
Население — 488 жителей (2007 год).

## Достопримечательности
- Два кургана в деревне у дороги на Хиславичи.